# Gare de Brebières-Sud
Gare de Brebières-Sud – przystanek kolejowy w Brebières, w departamencie Pas-de-Calais, w regionie Hauts-de-France, we Francji.
Jest przystankiem kolejowym Société nationale des chemins de fer français (SNCF), obsługiwanym przez pociągi TER Nord-Pas-de-Calais.